# Frédéric Sacré
Frédéric Sacré, né à Namur le 7 novembre 1973 est un journaliste belge.

## Biographie

### Journaliste
Entré chez RTL-TVI en 1997, après quelques années passées à couvrir l'actualité de la province de Hainaut, il rejoint la rédaction bruxelloise de la chaîne en 2001. Tout en continuant à réaliser des reportages pour le JT (il fut notamment l'envoyé spécial d'RTL-TVi au Koweït pendant la 2e guerre du Golfe) il présente en alternance depuis fin 2003 l'émission d'info-service RTL+ diffusée en direct chaque jour à 12h40.

### Infrabel
En mai 2011, après y avoir passé près de 14 ans et réalisé plus de 3500 reportages, il quitte la rédaction de RTL pour se lancer dans un nouveau défi : la communication d'entreprise. Il devient alors le porte-parole d'Infrabel, gestionnaire de l'infrastructure et du trafic ferroviaire belge.